# Twelve Carat Toothache
Twelve Carat Toothache är det fjärde studioalbumet av den amerikanska rapparen och sångaren Post Malone. Albumet släpptes den 3 juni 2022 och föregicks av två singlar; One Right Now med The Weeknd och Cooped Up med Roddy Ricch. Efter skivans släpp marknadsfördes även I Like You (A Happier Song) med Doja Cat som dess tredje singel. Utöver dessa innehåller albumet även samarbeten med Gunna, Fleet Foxes och The Kid LAROI. 
Sett till längd är albumet Malones kortaste album hittills och är ungefär 43 minuter långt. Däremot släpptes en deluxe-utgåva den 7 juni 2022, som lade till två extra spår.

## Bakgrund
Den 2 november 2021 lade både Post och The Weeknd upp en video på var sina sociala medier som visade en uppspelning av en ljudfil med titeln "PM&TW-ORN-Update.5.nonhyped.w1.mp3". Låtens namn, One Right Now, utannonserades av Malones manager. Singeln släpptes den 5 november. 
Malone utannonserade albumets namn via en intervju med Billboard den 26 januari 2022.
Albumets andra singel Cooped Up med rapparen Roddy Ricch utannonserades på Instagram den 11 maj och släpptes sedan den 12 maj. Albumets låtlista läckte senare ut på nätet, och läckan visade sig stämma efter att samma låtlista senare visades på Apple Music.

## Låtlista[3]
| 1.           | Reputation                                    | 4:08  |
| 2.           | Cooped Up (med Roddy Ricch)                   | 3:05  |
| 3.           | Lemon Tree                                    | 4:03  |
| 4.           | Wrapped Around Your Finger                    | 3:13  |
| 5.           | I Like You (A Happier Song) (med Doja Cat)    | 3:12  |
| 6.           | I Cannot Be (A Sadder Song) (med Gunna)       | 2:49  |
| 7.           | Insane                                        | 2:49  |
| 8.           | Love/Hate Letter to Alcohol (med Fleet Foxes) | 3:03  |
| 9.           | Wasting Angels (med The Kid Laroi)            | 4:03  |
| 10.          | Euthanasia                                    | 2:25  |
| 11.          | When I'm Alone                                | 3:15  |
| 12.          | Waiting for a Miracle                         | 2:21  |
| 13.          | One Right Now (med The Weeknd)                | 3:12  |
| 14.          | New Recording 12, Jan 3, 2020                 | 1:32  |
| Total längd: | Total längd:                                  | 43:18 |

| 15.          | Waiting for Never | 3:16  |
| 16.          | Hateful           | 2:59  |
| Total längd: | Total längd:      | 49:33 |

## Japansk Specialutgåva[4]
Twelve Carat Toothache (Japan Special Edition) är en utökad utgåva av albumet, släppt i Japan. Denna utgåva innehåller, förutom de två nya låtarna från den vanliga deluxe-utgåvan, även låtar från Malones tidigare studioalbum.
| Nr  | Titel                                                        | Längd |
| --- | ------------------------------------------------------------ | ----- |
| 15. | Waiting For Never                                            | 3:16  |
| 16. | Hateful                                                      | 2:58  |
| 17. | Psycho (med Ty Dolla Sign)                                   | 3:41  |
| 18. | Wow.                                                         | 2:29  |
| 19. | Saint-Tropez                                                 | 2:30  |
| 20. | Circles                                                      | 3:35  |
| 21. | Motley Crew                                                  | 3:04  |
| 22. | Better Now                                                   | 3:51  |
| 23. | I Fall Apart                                                 | 3:43  |
| 24. | Take What You Want (med Ozzy Osbourne och Travis Scott)      | 3:49  |
| 25. | Sunflower - Spider-Man: Into the Spider-Verse (med Swae Lee) | 2:37  |
| 26. | rockstar (med 21 Savage)                                     | 3:38  |
| 27. | Congratulations (med Quavo)                                  | 3:40  |

| Album                | Spår               |
| -------------------- | ------------------ |
| Stoney               | 23, 27             |
| beerbongs & bentleys | 17, 22, 26         |
| Hollywood's Bleeding | 18, 19, 20, 24, 25 |
| inget album          | 21                 |